# Kobyly (Eslováquia)
Kobyly é um município da Eslováquia, situado no distrito de Bardejov, na região de Prešov. Tem 12,46 km² de área e sua população em 2018 foi estimada em 859 habitantes.

## Demografia
| Ano:        | 1994 | 2004    | 2014   | 2024   |
| ----------- | ---- | ------- | ------ | ------ |
| Broj ljudi: | 766  | 845     | 867    | 903    |
| Razlika:    |      | +10,31% | +2,60% | +4,15% |

| Ano:               | 2023 | 2024   |
| ------------------ | ---- | ------ |
| Número de pessoas: | 884  | 903    |
| Diferença:         |      | +2,14% |